# География на Гватемала
Гватемала е държава в западната част на Централна Америка, разположена между Тихия океан на юг и Карибско море на североизток. Площта ѝ възлиза на 108 889 km², а населението към 1 януари 2018 г. – 17 263 000 души. Столица е град Гватемала. На запад и север Гватемала граничи с Мексико (дължина на границата 962 km), на североизток – с Белиз (253 km, границата не е маркирана), на изток – с Хондурас (270 km) и на югоизток – със Салвадор (203 km). Общата дължина на сухоземните граници (в т.ч. речни) е 1688 km. На юг Гватемала се мие от водите на Тихия океан с дължина на бреговата ивица 254 km, като тук брега е предимно нисък и праволинеен, без никакви удобни естествени пристанища. На североизток бреговете на страната се мият от водите на Карибско море (заливите Аматике и Омоа) и дължина на бреговата линия 166 km. Бреговете са низиннни и почти повсеместно заблатени.
Крайни точки:
- крайна северна точка – 17°48′55″ с.ш., граница с Мексико, с дължина на границата 195 km, от 89°09′ до 90°59′ з.д.
- крайна южна точка – 13°44′25″ с. ш. 90°06′54″ з. д. / 13.740278° с. ш. 90.115° з. д., десен бряг на река Пас, на границата със Салвадор.
- крайна западна точка – 14°31′52″ с. ш. 92°13′40″ з. д. / 14.531111° с. ш. 92.227778° з. д., ляв бряг на река Сучате, на границата с Мексико.
- крайна източна точка – 15°43′29″ с. ш. 88°14′06″ з. д. / 15.724722° с. ш. 88.235° з. д., на брега на залива Омоа, на брега на Карибско море, граница с Хондурас.

## Релеф, геоложки строеж, полезни изкопаеми
Повече от половината от територията на Гватемала е заета от планини с височина от 1000 до 3000 m. Тяхната северна част образува нагънато-блокови масиви с височина до 4000 m, разделени от дълбоки тектонски падини, заети от долините на реки и езера (река Мотагуа, езерата Исабал, Атитлан и др.). На юг планините са представени от млада вулканична верига, над която се издигат вулканите Тахумулко 4220 m, Такона 4117 m, Акатенанго 3975 m, Санта Мария 3772 m и др. На юг от нея се простира тясна (40 – 60 km) и дълга (около 250 km) брегова низина. Северната част на страната е заета от варовиковото плато Петен с височина до 250 m, с изобилие от карстови форми на релефа. Много характерни за страната се честите земетресения. В Гватемала серазработват находища на полиметални, хромови и манганови руди, злато, сребро, нефт.

## Климат, води
Климатът на Гватемала е субекваториален, пасатно-мусонен. Средните месечни температури са от 23 до 27°С в низините и от 15 до 20°С в планините. Годишната сума навалежите по североизточните склонове на планините достига до 3000 mm/m² (с максимум през зимата), по югозападните – до 2000 mm/m² (с максимум през лятото), а в южната крайбрежна низина, платото Петен и във вътрешните падини – 500 – 1000 mm/m². Територията на страната попада в 3 водосборни басейна: на Мексиканския залив (на запад и северозапад), на Карибско море (на североизток и изток) и на Тихия океан (на юг). Най-големите реки са: Усумасинта (560* km), Мотагуа (486 km), Грихалва (480* km), Пасион (354 km), Белиз (290 km), Салинас (273 km), а най-големите езера – Исабал (590 km²), Атитлан (130 km²), Петен Ица (99 km²).

## Почви, растителност, животински свят
Над половината от територията на страната е заета от гори. На север преобладават вечнозелените влажни гори, развити върху червено-жълти латеритни почви, съдържащи ценни видове дървета (палми, каучуково, махагоново, хаематоксилум, балса, бакаут). Във вътрешните планински райони горите са предимно смесени (главно бор и дъб), развити върху планински латеритни почви, а на юг виреят листопадни гори, редуващи се със савана и храсти върху кафеникаво-червени почви. В страната живеят широконоси маймуни, ягуари, броненосци, игуани, а в крайбрежните води много видове скариди.